# Berlandina punica
Berlandina punica är en spindelart som först beskrevs av Raymond Comte de Dalmas 1921.  Berlandina punica ingår i släktet Berlandina och familjen plattbuksspindlar. Inga underarter finns listade.